# Маннан, Ринат
Ринат Маннан (тат. Ринат Мәннан, урожд. Ринат Николаевич Архипов (тат. Ринат Николай улы Архипов); 6 февраля 1946, Чистополь, Чистопольский район, Татарская АССР, РСФСР, СССР — 20 февраля 2024, Казань, Республика Татарстан, Российская Федерация) — советский и российский татарский писатель, поэт. Лауреат премии имени Каюма Насыри (2007), имени Шайхи Маннура (2014).

## Биография
Ринат Николаевич Архипов родился 6 февраля 1946 года в Чистополе. Из семьи служащих: отец — врач-терапевт, мать — медсестра. По матери — татарин. Рос в Шугуровском районе.
Пойдя по примеру родителей и воодушевившись прочитанной трилогией Ю. П. Германа о врачах, после 7-го класса школы в 1960 году уехал в Казань и поступил в медицинское училище. По окончании училища в 1964 году работал фельдшером в селе Старые Сосны Клявлинского района Самарской области, а в 1965—1968 годах служил в Советской армии. После демобилизации в 1968 году поступил на педиатрический факультет Казанского государственного медицинского института, который окончил в 1974 году. После получения образования по направлению работал в Мордовии, затем вернулся в Чистополь, где трудился врачом-педиатром.
В 1978 году переехал в Казань, где после прохождения специализации в Государственном институте для усовершенствования врачей имени В. И. Ленина работал в медико-санитарных частях Казанского авиационного производственного объединения имени С. П. Горбунова и Казанского моторостроительного производственного объединения, в студенченской поликлинике, вплоть до выхода на пенсию. Имеет квалификацию врач-терапевта 1-й категории, неоднократно удостаивался грамот и благодарностей различных лечебных учреждений.
Скончался 20 февраля 2024 года в Казани в возрасте 78 лет. Прощание прошло 23 февраля в  траурном зале бюро судмедэкспертизы на Сибирском тракте, похоронен был Маннан на мусульманском кладбище Самосырово.

## Очерк творчества
Литературный псевдоним — Ринат Маннан. Интересовался литературой ещё со школы, писать стихи начал в 6-м классе, во время учёбы в училище в 1962—1964 годах посещал литературное объединение при музее А. М. Горького. Первое стихотворение «Сальвадор» было напечатано в газете «Советская Татария» в 1981 году. Параллельно с врачебной деятельностью печатался сначала в районных газетах, затем в республиканских изданиях, таких как «Казан утлары», «Мирас», «Идель», «Сөембикә», «Салават күпере», «Ялкын», «Мәдәни Җомга», «Ватаным Татарстан», «Шәһри Казан», «Мәгърифәт», «Сабантуй», «Казанские ведомости».
Первую книгу стихов под названием «Умырзая» выпустил в 1998 году. Известен своими пародиями, эпиграммами, сатирически-юмористическими стихотворениями, в связи с чем тесно сотрудничает с журналом «Чаян». Стихотворения Маннана совершенно разнообразны по тематике, там есть политическая сатира, описания природы, также автор создал и свою антологию в жанре любовной лирики. Является также автором лимериков. Всего, выпустил более двух десятков книги, в том числе в жанре детской литературы, которые пользуются большой популярностью у маленьких читателей. В числе наиболее известных работ выделяются следующие книги — «Азбука доктора» (2001), «Анатомический театр» (2003), «Микробы» (2005) «Ленивый стол» (2005), «Азбука Шурале» (2011), «Как сталь» (2014), «Приключения зайчонка Нани» и «Красная бабочка» (2015). В ряде из них опыт врачебной деятельности автора вплетается в повествование, так, Маннан в популярной форме рассказывает, например, о строении человеческого тела или об инфекционных заболеваниях, при этом он часто показывает себя как врача посредством иронической критики. Творчество Маннана получило высокую оценку Т. Галиуллина, М. Агляма, Зульфата.
Член Союза российских писателей (с 2004 года, Союза писателей Республики Татарстан (с 2006 года). В настоящее время занимается исключительно творческой работой. В последнее время занимается военной темой, создаёт патриотические стихотворения, считая «необходимым рассказывать о героях войны, чтобы их подвиги не были забыты». Пишет на русском и татарском языках. В 2021 году выдвигался на Республиканскую премию имени Г. Р. Державина.

## Награды
- Премия имени Каюма Насыри[тат.] (2007 год) — за книгу «Азбука доктора»[2][9].
- Премия имени Шайхи Маннура[тат.] (2014 год) — за книгу «Азбука Шайхи Маннура»[20][21].

## Личная жизнь
Женат.